# Yongxin, Chongqing
Yongxin (kinesiska: 永新) är en köping i sydvästra Kina. Den ligger i stadsdistriktet Qijiang i storstadsområdet Chongqing, omkring 66 kilometer söder om det centrala stadsdistriktet Yuzhong. Antalet invånare är 49 951. Befolkningen består av 24 150 kvinnor och 25 801 män. Barn under 15 år utgör 15,0 %, vuxna 15-64 år 66 %, och äldre över 65 år 17,0 %.